# Cheiracanthium gracile
Cheiracanthium gracile är en spindelart som beskrevs av Ludwig Carl Christian Koch 1873. Cheiracanthium gracile ingår i släktet Cheiracanthium och familjen sporrspindlar. Inga underarter finns listade i Catalogue of Life.